# Jean I xứ Bourgogne
Jean I xứ Bourgogne (tiếng Pháp: Jean Ier de Bourgogne; 28 tháng 5 năm 1371 – 10 tháng 9 năm 1419), còn được gọi là Jean Dũng cảm (tiếng Pháp: Jean sans Peur; tiếng Hà Lan: Jan zonder Vrees) là một thành viên trong dòng dõi của hoàng gia Pháp, là một trong những người cai trị công quốc Bourgogne từ năm 1404 cho đến khi ông qua đời vào năm 1419. Ông đóng một vai trò quan trọng trong các vấn đề quốc gia của Pháp vào đầu thế kỷ 15, đặc biệt là trong các cuộc đấu tranh để cai trị đất nước cho Vua Charles VI, khi người anh họ của ông bị bệnh tâm thần, và trong cả cuộc Chiến tranh Trăm Năm với nước Anh. Jean bị cho là một chính trị gia hấp tấp, tàn nhẫn và vô đạo đức, khi đã sát hại em trai của nhà vua là Louis xứ Orléans trong một nỗ lực nhằm giành quyền kiểm soát triều đình, dẫn đến sự bùng nổ của Nội chiến Armagnac-Bourgogne ở Pháp và đỉnh điểm là vụ ám sát chính ông vào năm 1419.
Sự tham gia của Charles, người thừa kế ngai vàng Pháp trong vụ ám sát ông đã thúc đẩy con trai của Jean, Philippe III tìm kiếm một liên minh với người Anh, qua đó đưa Chiến tranh Trăm năm đến giai đoạn cuối.

## Cuộc sống ban đầu
Jean được sinh ra tại Dijon vào ngày 28 tháng 5 năm 1371, là con trai của Công tước Philippe Táo bạo và Nữ bá tước Marguerite III xứ Flandre. Sau khi ông ngoại là Bá tước Louis II xứ Flandre qua đời vào năm 1384, ông được thừa hưởng lãnh địa bá tước Nevers từ họ ngoại.
Năm 1385, một đám cưới đôi cho gia đình công tước Bourgogne đã diễn ra ở Cambrai. Jean kết hôn với Margarete, con gái Bá tước Albrecht I xứ Holland, trong khi em gái của ông, Marguerite, kết hôn với William, con trai của Albrecht để củng cố vị trí của Jean ở vùng đất thấp. Cuộc hôn nhân diễn ra sau khi Jean hủy hôn ước với người chị họ của mình, Catherine, con gái của Vua Charles V của Pháp, lúc đó mới chỉ là một đứa trẻ.
Trước khi cai quản Công quốc Bourgogne, Jean là một trong những nhà lãnh đạo chính của lực lượng Pháp được cử đến hỗ trợ Vua Sigismund của Hungary trong cuộc chiến chống lại Sultan Bayezid I. Jean đã chiến đấu trong Trận Nikopolis ngày 25 tháng 9 năm 1396 với sự nhiệt tình và dũng cảm mà ông đã được trao danh hiệu Sans-Peur (Dũng cảm). Bất chấp bản lĩnh cá nhân của mình, sự lãnh đạo nóng nảy của ông đã kết thúc trong thảm họa cho chuyến hành quân châu Âu. Ông bị bắt và không được thả tự do cho đến năm sau, sau khi trả một khoản tiền chuộc khổng lồ.

## Xung đột với phe Orléans

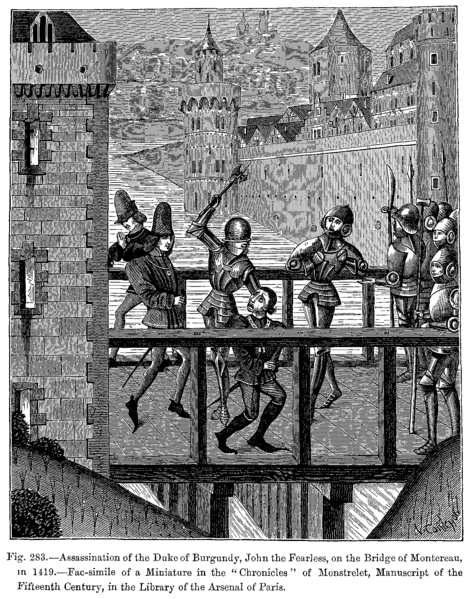
Vụ ám sát Jean Dũng cảm trên Cầu Montereau, vào năm 1419. Bản sao thu nhỏ trong "Biên niên sử" của Monstrelet, bản thảo của thế kỷ 15, trong Thư viện Arsenal của Paris.

Jean thừa kế Công quốc Bourgogne vào năm 1404 sau khi cha mình qua đời và các lãnh địa bá tước Flanders, và Artois sau khi mẹ qua đời vào năm 1405. Ông gần như ngay lập tức xung đột với Công tước Louis xứ Orléans, em trai vua Charles VI. Cả hai người đều cố gắng lấp đầy khoảng trống quyền lực do vị vua bị bệnh mất trí để lại.
Jean đã chơi một trò luẩn quẩn với hôn nhân bằng cách hoán đổi vị tri con gái Marguerite cho Michelle của Pháp, người sẽ kết hôn với người thừa kế của ông, Philippe III. Về phần mình, Marguerite đã kết hôn với Louis, Công tước xứ Guyenne, người thừa kế ngai vàng Pháp từ năm 1401 cho đến khi ông qua đời năm 1415. Vì tất cả sự tập trung vào chính trị quý tộc, Jean vẫn không bỏ qua tầm quan trọng của tầng lớp thương nhân trung lưu và thợ buôn bán hoặc Đại học Paris.
Louis đã cố gắng giành được sự sủng ái từ vợ của Charles VI, vương hậu Isabeau của Pháp, và có thể ông đã trở thành người tình của bà. Sau khi con rể của ông, Dauphin Louis, liên tiếp bị bắt cóc và được cả hai bên phục hồi, Công tước xứ Bourgogne đã tìm cách được bổ nhiệm theo sắc lệnh hoàng gia — trong một trong những giai đoạn "vắng mặt" của Nhà vua khi bệnh tâm thần biểu hiện - làm người giám hộ của Dauphin và những đứa con của Vua. Tuy nhiên, điều này không cải thiện quan hệ giữa Jean và Công tước xứ Orléans, thậm chí còn làm bùng nổ xung đột công khai giữa họ. Trong những nỗ lực hòa giải nhằm tránh một cuộc nội chiến, Công tước Jean xứ Berry đã yêu cầu cả hai người phải tuyên thệ hòa giải trước triều đình vào ngày 20 tháng 11 năm 1407; nhưng chỉ ba ngày sau, vào ngày 23 tháng 11 năm 1407, Louis bị ám sát dã man trên đường phố Paris. Không ai nghi ngờ gì, mệnh lệnh đến từ Công tước xứ Bourgogne, người ngay sau đó đã thừa nhận chủ mưu và tuyên bố đó là một hành động chính đáng. Theo Thomas Walsingham, công tước Orléans chỉ đơn giản là nhận lấy những báo ứng vì ông ta đã "tự sướng với gái điếm, loạn luân" và đã ngoại tình với vợ của một hiệp sĩ giấu tên, người đã trả thù ông ta bằng cách giết ông ta dưới sự bảo vệ của Công tước xứ Bourgogne. Sau khi trốn thoát khỏi Paris và một vài cuộc giao tranh với nhóm Orléans, Jean đã thu phục được sự sủng ái của Nhà vua. Trong hiệp ước Chartres được ký vào ngày 9 tháng 3 năm 1409, Nhà vua đã tha tội cho Công tước xứ Bourgogne, ra lệnh cho ông và con trai của Louis là Charles cam kết hòa giải. Một sắc lệnh sau đó đã đổi mới quyền giám hộ Dauphin của Jean.
Ông tiến xa hơn đến việc đảm bảo Vương quyền cho chính mình khi xử tử Jean de Montagu, Đại tổng quản của Pháp (Grand Maître de France), một cận thần của của nhà vua thuộc cánh Orlean. Lợi dụng một cuộc nổi loạn của Charles, Montagu bị bắt và bị xử chặt đầu tại Gibbet của Montfaucon vào ngày 17 tháng 10 năm 1409, sau một phiên tòa chóng vánh gồm toàn những quý tộc phe Bourgogne.
Ngay cả khi cuộc tranh chấp ở Orléans được giải quyết có lợi cho mình, Jean vẫn không được yên ổn. Charles chỉ mới 14 tuổi vào thời điểm cha mình bị sát hại, buộc phải phụ thuộc rất nhiều vào các đồng minh để hỗ trợ yêu cầu của cậu đối với tài sản đã bị tịch thu từ Jean. Đứng đầu trong số các đồng minh này không ai khác chính là cha vợ của cậu, Bernard VII xứ Armagnac. Vì liên minh này, phe của họ được gọi là Armagnacs, đối lập với phe Bourgogne. Với hòa bình giữa các phe phái được tuyên thệ một cách long trọng vào năm 1410, Jean trở về Bourgogne và Bernard ở lại Paris, nơi ông được cho là đã ngủ chung giường của vương hậu. Đảng Armagnac không bằng lòng với mức độ quyền lực chính trị của mình, và sau một loạt các cuộc bạo động và tấn công chống lại người dân, Jean bị triệu tập về thủ đô, sau đó được gửi trở lại Bourgogne vào năm 1413. Lúc này, vua Henry V của Anh xâm lược lãnh thổ Pháp và đe dọa tấn công Paris. Trong các cuộc đàm phán hòa bình với phe Armagnacs, Henry cũng tiếp xúc với Jean, người đang muốn giành quyền kiểm soát nước Pháp từ tay Vua Charles VI. Mặc dù vậy, ông vẫn tiếp tục cảnh giác về việc thành lập một liên minh với người Anh vì sợ phá hủy sự nổi tiếng to lớn của ông với người dân Pháp. Khi Henry yêu cầu sự ủng hộ của phe Bourgogne cho việc tuyên bố ông là Vua hợp pháp của Pháp, nhưng Jean đã rút lui và quyết định liên minh với phe Armagnacs. Quân đội của ông đã không tham gia Trận Agincourt năm 1415, mặc dù hai em trai ruột của ông, Antoine xứ Brabant, và Philippe II xứ Nevers, đã hy sinh khi chiến đấu cho Pháp trong trận chiến.

## Xung đột với Dauphin

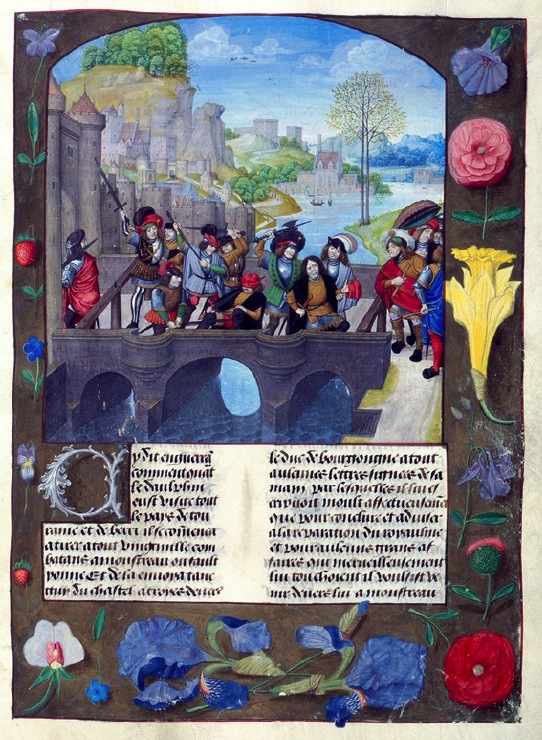
Ảnh thu nhỏ cho thấy Jean không sợ hãi Vụ ám sát của ông ta trên cây cầu ở Montereau, được vẽ bởi Master of the Prayer Books

Hai năm sau, sự cạnh tranh giữa hai phe Bourgogne và Armagnacs đã lên mức đỉnh điểm vì thất bại tan nát tại Agincourt, quân của Jean bắt đầu nhiệm vụ đánh chiếm Paris. Vào ngày 30 tháng 5 năm 1418, ông đã chiếm được thành phố, nhưng không phải trước khi Dauphin mới, Charles VII tương lai của Pháp đã trốn thoát. Jean sau đó tự để mình ở Paris và trở thành người bảo vệ cho Nhà vua. Mặc dù không phải là một đồng minh cởi mở của người Anh, Jean đã không làm gì để ngăn cản sự đầu hàng của Rouen vào năm 1419. Với toàn bộ miền bắc nước Pháp trong tay Anh và Paris bị Bourgogne chiếm đóng, Dauphin đã cố gắng đưa ra một sự hòa giải với Jean. Họ gặp nhau vào tháng 7 và tuyên thệ hòa bình trên cầu Pouilly, gần Melun. Với lý do hòa bình không được đảm bảo bằng cuộc họp tại Pouilly, một cuộc phỏng vấn mới do Dauphin đề xuất diễn ra vào ngày 10 tháng 9 năm 1419 trên cây cầu ở Montereau. Jean đã có mặt cùng với đoàn hộ tống của mình cho những gì ông ấy coi là một cuộc họp ngoại giao. Tuy nhiên, ông đã bị ám sát bởi những người bạn của Dauphin. Sau đó ông được chôn cất tại Dijon. Sau đó, con trai ông và người kế nhiệm, Philippe đã thành lập một liên minh với người Anh, điều này sẽ kéo dài Chiến tranh Trăm năm trong nhiều thập kỷ và gây ra thiệt hại khôn lường cho nước Pháp và các thần dân của vương quốc.

## Gia phả
| \| \| \| \| \| \| \| \| \| \| \| 8. Philippe VI của Pháp \| \| \| \| \| \| \| \| \| \| \| \| \| \| \| \| \| \| \| \| \| \| \| \| \| \| \| \| \| \| \| \| \| \| \| \| \| \| \| \| \| \| \| \| \| \| \| \| \| \| \| 4. Jean II của Pháp \| \| \| \| \| \| \| \| \| \| \| \| \| \| \| \| \| \| \| \| \| \| \| \| \| \| \| \| \| \| \| \| \| \| \| \| \| \| \| \| \| \| \| \| \| \| \| \| \| \| \| \| \| \| \| \| \| \| \| \| 9. Jeanne xứ Bourgogne \| \| \| \| \| \| \| \| \| \| \| \| \| \| \| \| \| \| \| \| \| \| \| \| \| \| \| \| \| \| \| \| \| \| \| \| \| \| \| \| \| \| \| \| \| \| \| \| \| \| \| \| \| \| \| \| \| \| \| \| 2. Philippe II xứ Bourgogne \| \| \| \| \| \| \| \| \| \| \| \| \| \| \| \| \| \| \| \| \| \| \| \| \| \| \| \| \| \| \| \| \| \| \| \| \| \| \| \| \| \| \| \| \| \| \| \| \| \| \| \| \| \| \| \| \| \| \| \| 10. Johann I của Bohemia \| \| \| \| \| \| \| \| \| \| \| \| \| \| \| \| \| \| \| \| \| \| \| \| \| \| \| \| \| \| \| \| \| \| \| \| \| \| \| \| \| \| \| \| \| \| \| \| \| \| \| \| \| \| \| \| \| \| \| \| 5. Jutta của Bohemia \| \| \| \| \| \| \| \| \| \| \| \| \| \| \| \| \| \| \| \| \| \| \| \| \| \| \| \| \| \| \| \| \| \| \| \| \| \| \| \| \| \| \| \| \| \| \| \| \| \| \| \| \| \| \| \| \| \| \| \| 11. Eliška của Bohemia \| \| \| \| \| \| \| \| \| \| \| \| \| \| \| \| \| \| \| \| \| \| \| \| \| \| \| \| \| \| \| \| \| \| \| \| \| \| \| \| \| \| \| \| \| \| \| \| \| \| \| \| \| \| \| \| \| \| \| \| 1. Jean I Dũng cảm \| \| \| \| \| \| \| \| \| \| \| \| \| \| \| \| \| \| \| \| \| \| \| \| \| \| \| \| \| \| \| \| \| \| \| \| \| \| \| \| \| \| \| \| \| \| \| \| \| \| \| \| \| \| \| \| \| \| \| \| 12. Louis I xứ Flandre \| \| \| \| \| \| \| \| \| \| \| \| \| \| \| \| \| \| \| \| \| \| \| \| \| \| \| \| \| \| \| \| \| \| \| \| \| \| \| \| \| \| \| \| \| \| \| \| \| \| \| \| \| \| \| \| \| \| \| \| 6. Louis II xứ Flandre \| \| \| \| \| \| \| \| \| \| \| \| \| \| \| \| \| \| \| \| \| \| \| \| \| \| \| \| \| \| \| \| \| \| \| \| \| \| \| \| \| \| \| \| \| \| \| \| \| \| \| \| \| \| \| \| \| \| \| \| 13. Marguerite I xứ Bourgogne \| \| \| \| \| \| \| \| \| \| \| \| \| \| \| \| \| \| \| \| \| \| \| \| \| \| \| \| \| \| \| \| \| \| \| \| \| \| \| \| \| \| \| \| \| \| \| \| \| \| \| \| \| \| \| \| \| \| \| \| 3. Marguerite III xứ Flandre \| \| \| \| \| \| \| \| \| \| \| \| \| \| \| \| \| \| \| \| \| \| \| \| \| \| \| \| \| \| \| \| \| \| \| \| \| \| \| \| \| \| \| \| \| \| \| \| \| \| \| \| \| \| \| \| \| \| \| \| 14. Jean III xứ Brabant \| \| \| \| \| \| \| \| \| \| \| \| \| \| \| \| \| \| \| \| \| \| \| \| \| \| \| \| \| \| \| \| \| \| \| \| \| \| \| \| \| \| \| \| \| \| \| \| \| \| \| \| \| \| \| \| \| \| \| \| 7. Marguerite xứ Brabant (≠ 21) \| \| \| \| \| \| \| \| \| \| \| \| \| \| \| \| \| \| \| \| \| \| \| \| \| \| \| \| \| \| \| \| \| \| \| \| \| \| \| \| \| \| \| \| \| \| \| \| \| \| \| \| \| \| \| \| \| \| \| \| 15. Marie xứ Évreux \| \| \| \| \| \| \| \| \| \| \| \| \| \| \| \| \| \| \| \| \| \| \| \| \| \| \| \| \| \| \| \| \| \| \| \| \| \| \| \| \| \| \| |                                 |  |  |  |  |  |  |  |  |                         |  |  |  |
| |                                 |  |  |  |  |  |  |  |  | 8. Philippe VI của Pháp |  |  |  |
| |                                 |  |  |  |  |  |  |  |  |                         |  |  |  |
| |                                 |  |  |  |  |  |  |  |  |                         |  |  |  |
| |                                 |  |  |  |  |  |  |  |  |                         |  |  |  |
| | 4. Jean II của Pháp             |  |  |  |  |  |  |  |  |                         |  |  |  |
| |                                 |  |  |  |  |  |  |  |  |                         |  |  |  |
| |                                 |  |  |  |  |  |  |  |  |                         |  |  |  |
| |                                 |  |  |  |  |  |  |  |  |                         |  |  |  |
| | 9. Jeanne xứ Bourgogne          |  |  |  |  |  |  |  |  |                         |  |  |  |
| |                                 |  |  |  |  |  |  |  |  |                         |  |  |  |
| |                                 |  |  |  |  |  |  |  |  |                         |  |  |  |
| |                                 |  |  |  |  |  |  |  |  |                         |  |  |  |
| | 2. Philippe II xứ Bourgogne     |  |  |  |  |  |  |  |  |                         |  |  |  |
| |                                 |  |  |  |  |  |  |  |  |                         |  |  |  |
| |                                 |  |  |  |  |  |  |  |  |                         |  |  |  |
| |                                 |  |  |  |  |  |  |  |  |                         |  |  |  |
| | 10. Johann I của Bohemia        |  |  |  |  |  |  |  |  |                         |  |  |  |
| |                                 |  |  |  |  |  |  |  |  |                         |  |  |  |
| |                                 |  |  |  |  |  |  |  |  |                         |  |  |  |
| |                                 |  |  |  |  |  |  |  |  |                         |  |  |  |
| | 5. Jutta của Bohemia            |  |  |  |  |  |  |  |  |                         |  |  |  |
| |                                 |  |  |  |  |  |  |  |  |                         |  |  |  |
| |                                 |  |  |  |  |  |  |  |  |                         |  |  |  |
| |                                 |  |  |  |  |  |  |  |  |                         |  |  |  |
| | 11. Eliška của Bohemia          |  |  |  |  |  |  |  |  |                         |  |  |  |
| |                                 |  |  |  |  |  |  |  |  |                         |  |  |  |
| |                                 |  |  |  |  |  |  |  |  |                         |  |  |  |
| |                                 |  |  |  |  |  |  |  |  |                         |  |  |  |
| | 1. Jean I Dũng cảm              |  |  |  |  |  |  |  |  |                         |  |  |  |
| |                                 |  |  |  |  |  |  |  |  |                         |  |  |  |
| |                                 |  |  |  |  |  |  |  |  |                         |  |  |  |
| |                                 |  |  |  |  |  |  |  |  |                         |  |  |  |
| | 12. Louis I xứ Flandre          |  |  |  |  |  |  |  |  |                         |  |  |  |
| |                                 |  |  |  |  |  |  |  |  |                         |  |  |  |
| |                                 |  |  |  |  |  |  |  |  |                         |  |  |  |
| |                                 |  |  |  |  |  |  |  |  |                         |  |  |  |
| | 6. Louis II xứ Flandre          |  |  |  |  |  |  |  |  |                         |  |  |  |
| |                                 |  |  |  |  |  |  |  |  |                         |  |  |  |
| |                                 |  |  |  |  |  |  |  |  |                         |  |  |  |
| |                                 |  |  |  |  |  |  |  |  |                         |  |  |  |
| | 13. Marguerite I xứ Bourgogne   |  |  |  |  |  |  |  |  |                         |  |  |  |
| |                                 |  |  |  |  |  |  |  |  |                         |  |  |  |
| |                                 |  |  |  |  |  |  |  |  |                         |  |  |  |
| |                                 |  |  |  |  |  |  |  |  |                         |  |  |  |
| | 3. Marguerite III xứ Flandre    |  |  |  |  |  |  |  |  |                         |  |  |  |
| |                                 |  |  |  |  |  |  |  |  |                         |  |  |  |
| |                                 |  |  |  |  |  |  |  |  |                         |  |  |  |
| |                                 |  |  |  |  |  |  |  |  |                         |  |  |  |
| | 14. Jean III xứ Brabant         |  |  |  |  |  |  |  |  |                         |  |  |  |
| |                                 |  |  |  |  |  |  |  |  |                         |  |  |  |
| |                                 |  |  |  |  |  |  |  |  |                         |  |  |  |
| |                                 |  |  |  |  |  |  |  |  |                         |  |  |  |
| | 7. Marguerite xứ Brabant (≠ 21) |  |  |  |  |  |  |  |  |                         |  |  |  |
| |                                 |  |  |  |  |  |  |  |  |                         |  |  |  |
| |                                 |  |  |  |  |  |  |  |  |                         |  |  |  |
| |                                 |  |  |  |  |  |  |  |  |                         |  |  |  |
| | 15. Marie xứ Évreux             |  |  |  |  |  |  |  |  |                         |  |  |  |
| |                                 |  |  |  |  |  |  |  |  |                         |  |  |  |
| |                                 |  |  |  |  |  |  |  |  |                         |  |  |  |

## Gia đình
Jean và phu nhân Marguarite kết hôn năm 1385, và có những hậu duệ sau:
- Catherine (1391–1414, Ghent), đã hứa hôn vào năm 1410 với một người con trai của Louis xứ Anjou[5]
- Marie (1393 – 30 tháng 10 năm 1463, Monterberg bei Kalkar). Kết hôn với Adolph I, Công tước xứ Cleves;[6]
- Marguarite (Tháng 12 năm 1393 – Tháng 2 năm 1442, Paris), kết hôn vào ngày 30 tháng 8 năm 1404 với Louis (người thừa kế của vua Charles VI của Pháp), sau đó vào năm 1423 kết hôn với Arthur de Richemont, Công tước tương lai của Brittany;[2]
- Philippe (1396–1467) con trai và người thừa kế;[7]
- Isabelle (mất ngày 18 tháng 9 năm 1412, Rouvres),[8] kết hôn tại Arras vào 22 tháng 6 năm 1406 với Olivier de Châtillon-Blois, Bá tước xứ Penthièvre và Périgord;[5]
- Jeanne (sinh 1399, Bouvres), chết trẻ;[5]
- Anne (1404 – 14 tháng 11 năm 1432, Paris), kết hôn với John, Công tước xứ Bedford[6]
- Agnes (1407 – 1 tháng 12 năm 1476, Château de Moulins), kết hôn với Charles I, Công tước xứ Bourbon.[6]

Jean và tình nhân Agnes de Croy, con gái của Jean I de Croÿ, có 1 đứa con ngoài giá thú sau:
- Jean de Bourgogne, Giám mục xứ Cambrai

Jean và tình nhân Marguerite de Borsele có những đứa con sau:
- Guy xứ Bourgogne, Lãnh chúa xứ Kruybeke (bị giết trong cuộc bao vây Calais năm 1436), kết hôn với Johanna, con gái ngoài giá thú của Albrecht I, Công tước xứ Bavaria.
- Antoine xứ Bourgogne.[12]
- Philipotte xứ Bourgogne, Nữ chúa xứ Joncy, kết hôn với Antoine xứ Rochebaron, Nam tước xứ Berze-le-Chatel.[10][13]

## Danh hiệu
- 1384–1404: Công tước và bá tước xứ Nevers với tư cách Jean I
- ngày 27 tháng 4 năm 1404 – 10 tháng 8 năm 1419: Công tước xứ Bourgogne với tư cách Jean I
- ngày 21 tháng 3 năm 1405 – 10 tháng 9 năm 1419: Quyền bá tước xứ Bourgogne với tư cách Jean I
- 21 tháng 3 năm 1405 – 10 tháng 9 năm 1419: Bá tước xứ Artois với tư cách Jean I
- 21 tháng 3 năm 1405 – 10 tháng 9 năm 1419: Bá tước xứ Flandre với tư cách Jean I
- 27 tháng 4 năm 1404 – 28 tháng 1 năm 1405: Bá tước xứ Charolais với tư cách Jean I